# Le jeu de la vérité
Le jeu de la vérité («El juego de la verdad» en francés) es una película de misterio francesa de 1961 dirigida por Robert Hossein y protagonizada por Hossein, Françoise Prévost y Paul Meurisse.

## Argumento
Una docena de personas se reúnen en la lujosa casa del novelista Vérate (Jean Servais). Cada uno de ellos tiene algo que esconder cuando comienzan un cruel juego de la verdad, un juego en el que nadie debe mentir. El juego se vuelve más pesado a medida que las preguntas se vuelven más íntimas y significativas y la atmósfera se oscurece aún más con el viento enojado que sopla afuera. El asesinato de un nuevo invitado que llega a la fiesta en curso y que parece estar al tanto de muchos detalles sobre los invitados presentes en la casa da un nuevo impulso al desarrollo de la historia, ya que los diversos invitados investigan y descubren buenas razones para haberlo matado.

## Reparto
- Robert Hossein como El inspector de policía.
- Françoise Prévost como Guylaine.
- Paul Meurisse como Portrant.
- Jean Servais como Jean-François Vérate.
- Nadia Gray como Solange Vérate.
- Tiny Yong como Chica.
- Perrette Pradier como Florence.
- Jeanne Valérie como Françoise Bribant.
- Georges Rivière como Bertrand Falaise.
- Jean-Louis Trintignant como Guy de Fleury.
- Jacques Dacqmine como Guillaume Geder.
- Marc Cassot como Etienne Bribant.
- Daliah Lavi como Gisèle.